# Oriol Rius i Camps
Oriol Rius i Camps (Esparreguera, 1944 - Bellcaire d'Empordà 23 d'octubre de 2011) va ser un escultor i pintor i artista visual català i un economista gerent del Centre Internacional de Negocis de Badalona. De formació artística autodidacta, va estudiar Ciències Econòmiques (llicenciat per Universitat de Barcelona, 1972), filosofia, i composició musical (Conservatori de Badalona, 2007-11). Residia i tenia el taller al barri del Poblenou de Barcelona.
S'inicià en la fotografia a finals dels anys 1970 (Salvem Santa Coloma, 1978, Santa Coloma de Gramenet) i el curtmetratge (Les energies, Cooperativa de Cinema Alternatiu, 1980; Els encants, Institut de Cinema Català, 1981). A partir de finals dels anys vuitanta se centra en la pintura i de manera principal en l'escultura.
Va morir de manera sobtada el 23 d'octubre de 2011 a la casa que tenia a Bellcaire d'Empordà.
La seva obra té influències del constructivisme i de l'expressionisme i juga amb elements simbòlics i discursius. També treballa en els àmbits de l'escriptura i la composició musical. Les seves escultures més rellevants es troben en l'espai públic.

## Unes obres
Escultures en espais públics
- Utopia (Parc de la Vila d'Esparreguera, 2001)
- L'estel de la Marina (Port de Badalona, 2005)
- A la República (El Masnou, 2007)
- Sons del laberint dels set cels (Parc de les Arts, Cassà de la Selva, 2007)

Poesia
- Llums que en altre temps m’enlluernàreu[3]

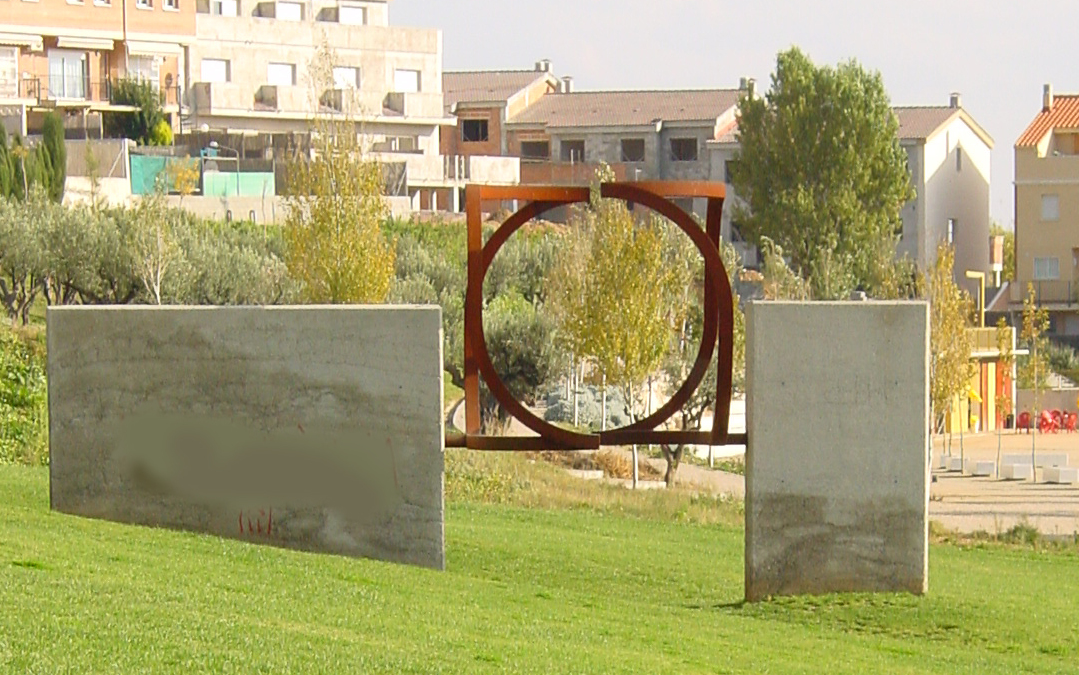
Utopia (Parc de la Vila d'Esparreguera, 2001)
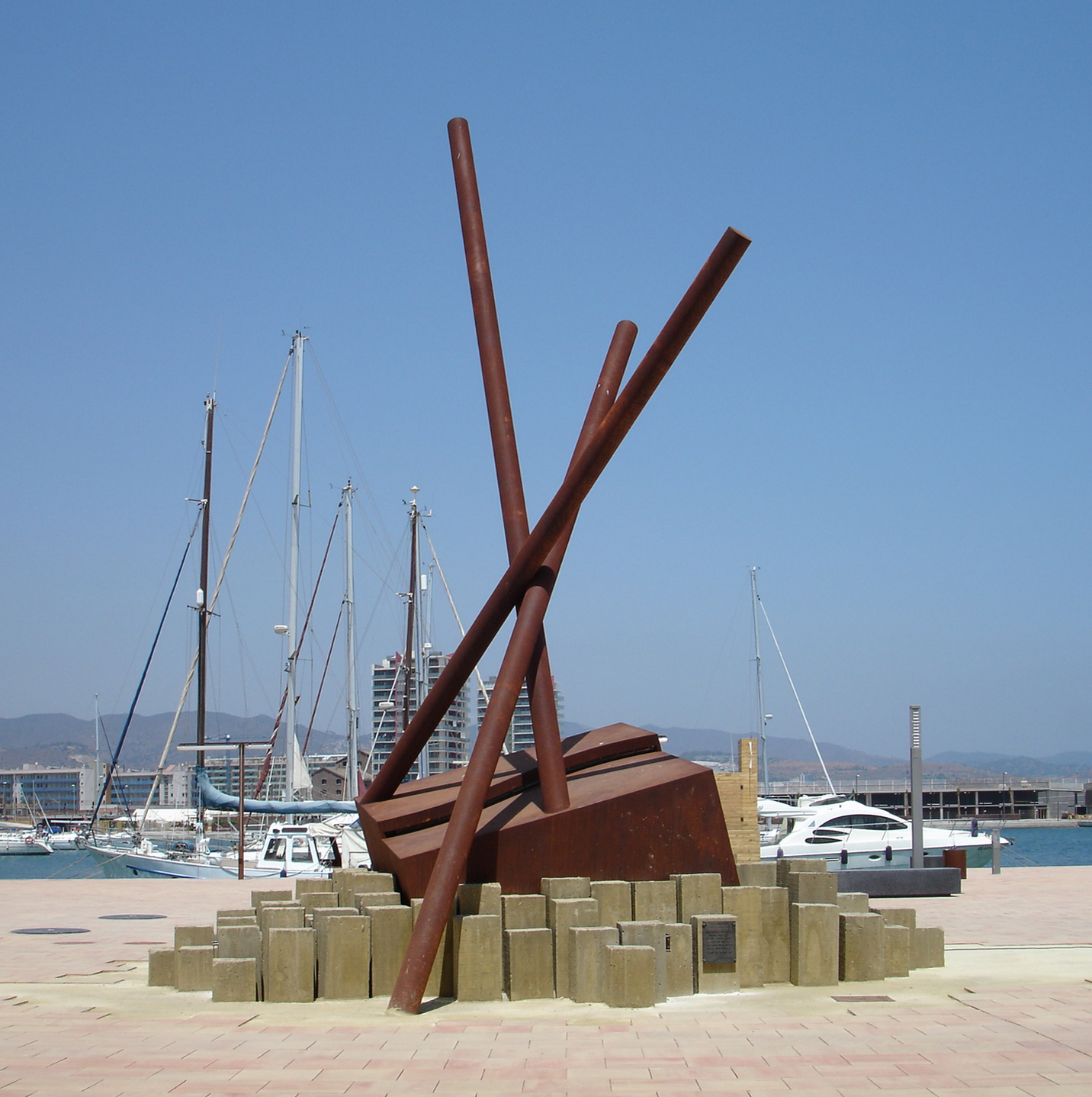
L'estel de la Marina (Port de Badalona, 2005)
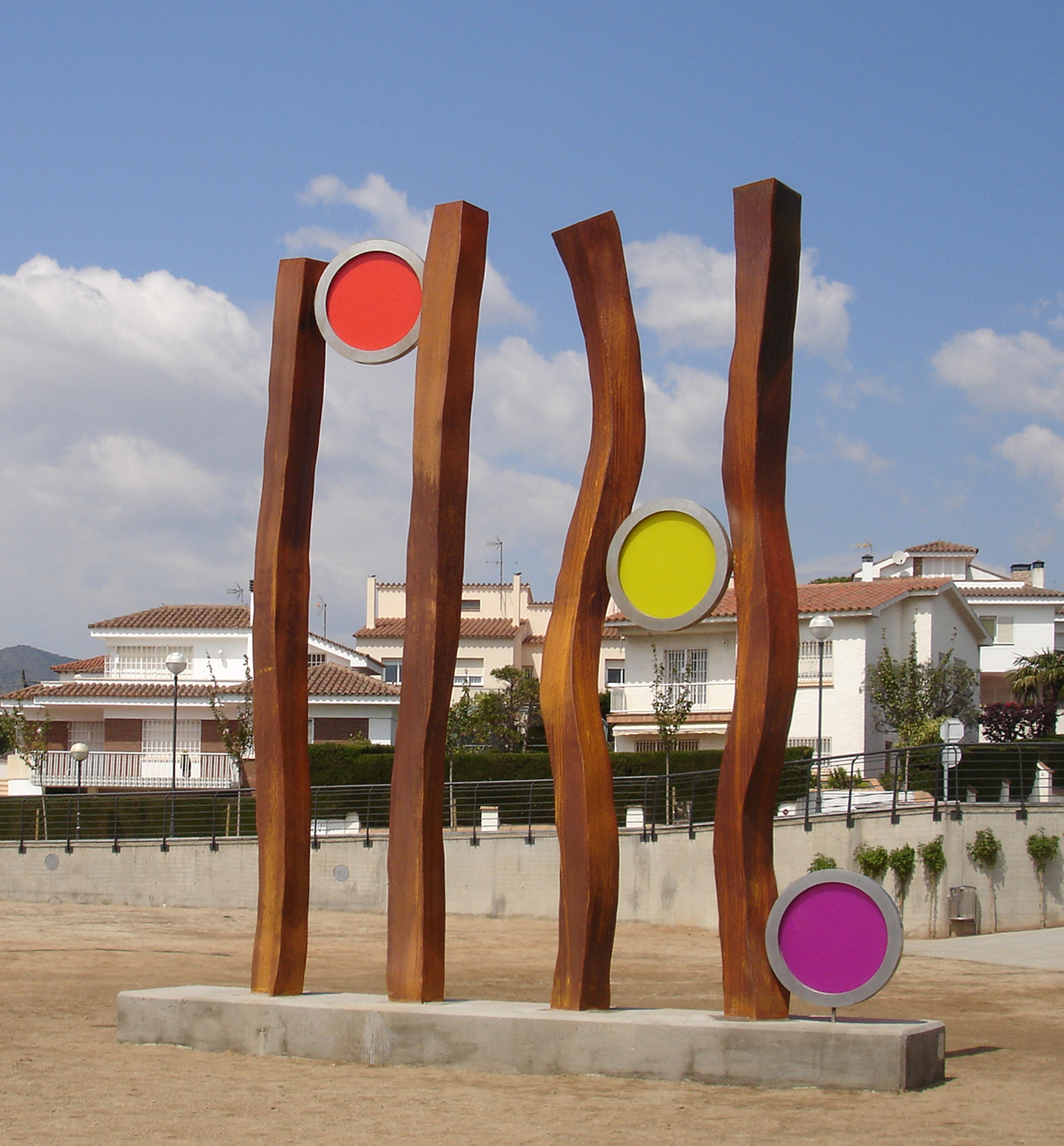
A la República (El Masnou, 2007)